# Vegesack (Brema)
Vegesack, Bremen-Vegesack — dzielnica miasta Brema w Niemczech, w okręgu administracyjnym Nord, w kraju związkowym Brema. 
Dzielnica leży przy ujściu rzeki Lesum do Wezery.
W 2016 roku w Vegesack odbyły się obchody 40 rocznicy partnerstwa zawartego przez Bremę z Gdańskiem.